# Sanidin
Sanidin ist ein häufig vorkommendes Mineral aus der Mineralklasse der „Silikate und Germanate“. Es kristallisiert im monoklinen Kristallsystem mit der chemischen Zusammensetzung (K,Na)[(Si,Al)4O8]. Die in den runden Klammern angegebenen Elemente Kalium und Natrium sowie Silicium und Aluminium können sich in der Formel jeweils gegenseitig vertreten (Substitution, Diadochie), stehen jedoch immer im selben Mengenverhältnis zu den anderen Bestandteilen des Minerals.
Sanidin entwickelt meist tafelige oder nadelige bis prismatische Kristalle und Zwillinge von bis zu 50 Zentimetern Größe, aber auch kugelige oder körnige bis massige Aggregate. Unverwitterte Kristallflächen weisen einen glasähnlichen Glanz auf, Spaltflächen schimmern dagegen eher perlmuttartig.
In reiner Form ist Sanidin farblos und durchsichtig. Durch vielfache Lichtbrechung aufgrund von Gitterbaufehlern oder polykristalliner Ausbildung kann er aber auch weiß erscheinen, wobei die Transparenz entsprechend abnimmt. Durch Fremdbeimengungen kann Sanidin zudem eine graue, gelbliche oder rötliche Farbe annehmen.

## Etymologie und Geschichte
Der Mineralname Sanidin ist eine Wortschöpfung, die aus den griechischen Begriffen σανίς sanís für „Brett, Planke, Tafel“ und εἶδος eídos für „Aussehen, Gestalt“ zusammengesetzt ist. Er nimmt Bezug auf die häufige tafelartige Ausbildungsform der Kristalle.
Erstmals beschrieben wurde Sanidin 1789 durch Karl Wilhelm Nose in seinen Beiträgen „Ueber das Schiefergebirge etc. und über Westphalen“, die 1808 von Johann Jacob Nöggerath in seinen „Mineralogischen Studien über die Gebirge am Niederrhein“ aufgegriffen wurden. Als Typlokalität gilt der Drachenfels im rheinischen Siebengebirge.

## Klassifikation
In der veralteten 8. Auflage der Mineralsystematik nach Strunz gehörte der Sanidin zur Mineralklasse der „Silikate“ und dort zur Abteilung „Gerüstsilikate (Tektosilikate)“, wo er gemeinsam mit Anorthoklas, Mikroklin und Orthoklas sowie im Anhang mit Buddingtonit in der Gruppe „Kalifeldspate“ mit der Systemnummer VIII/F.03a steht.
In der zuletzt 2018 überarbeiteten Lapis-Systematik nach Stefan Weiß, die formal auf der alten Systematik von Karl Hugo Strunz in der 8. Auflage basiert, erhielt das Mineral die System- und Mineralnummer VIII/J.06-020. Dies entspricht der Klasse der „Silikate“ und dort der Abteilung „Gerüstsilikate“, wo Sanidin zusammen mit Buddingtonit, Celsian, Hexacelsian, Hyalophan, Kokchetavit, Mikroklin, Orthoklas, Paracelsian, Rubiklin und Slawsonit eine unbenannte Gruppe mit der Systemnummer VIII/J.06 bildet.
Die von der International Mineralogical Association (IMA) zuletzt 2009 aktualisierte 9. Auflage der Strunz’schen Mineralsystematik ordnet den Sanidin in die Klasse der „Silikate und Germanate“ und dort in die Abteilung „Gerüstsilikate (Tektosilikate) ohne zeolithisches H2O“ ein. Hier ist das Mineral in der Unterabteilung „Gerüstsilikate (Tektosilikate) ohne zusätzliche Anionen“ zu finden, wo es zusammen mit Adular, Anorthoklas, Buddingtonit, Celsian, Hyalophan, Mikroklin, Orthoklas und Rubiklin die „Alkalifeldspate“ mit der Systemnummer 9.FA.30 bildet.
In der vorwiegend im englischen Sprachraum gebräuchlichen Systematik der Minerale nach Dana hat Sanidin die System- und Mineralnummer 76.01.01.02. Das entspricht der Klasse der „Silikate“ und dort der Abteilung „Gerüstsilikate: Al-Si-Gitter“. Hier findet er sich innerhalb der Unterabteilung „Mit Al-Si-Gitter“ in der Gruppe „K (Na,Ba)-Feldspate“, in der auch Orthoklas, Hyalophan, Celsian, Mikroklin, Anorthoklas, Rubiklin und Filatovit eingeordnet sind.

## Modifikationen und Varietäten
Sanidin ist eine Hochtemperaturmodifikation des Alkalifeldspats mit einer größtenteils ungeordneten Verteilung von Aluminium und Silicium. Zusammen mit dem Hochtemperatur-Albit bildet es eine vollständige Mischreihe.

## Bildung und Fundorte

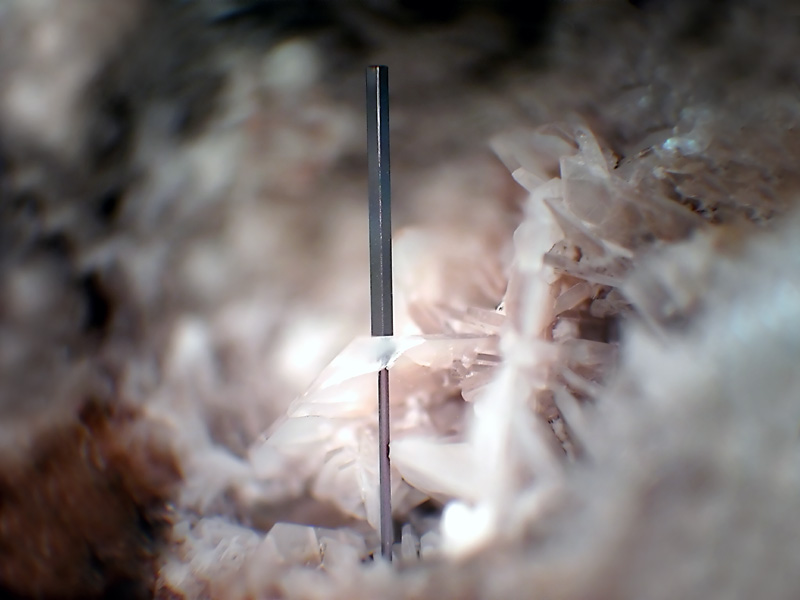
Pseudobrookitnadel, eine Sanidintafel durchdringend, vom Wannenköpfe nahe Ochtendung in der Eifel (Bildgröße: 1,5 mm)

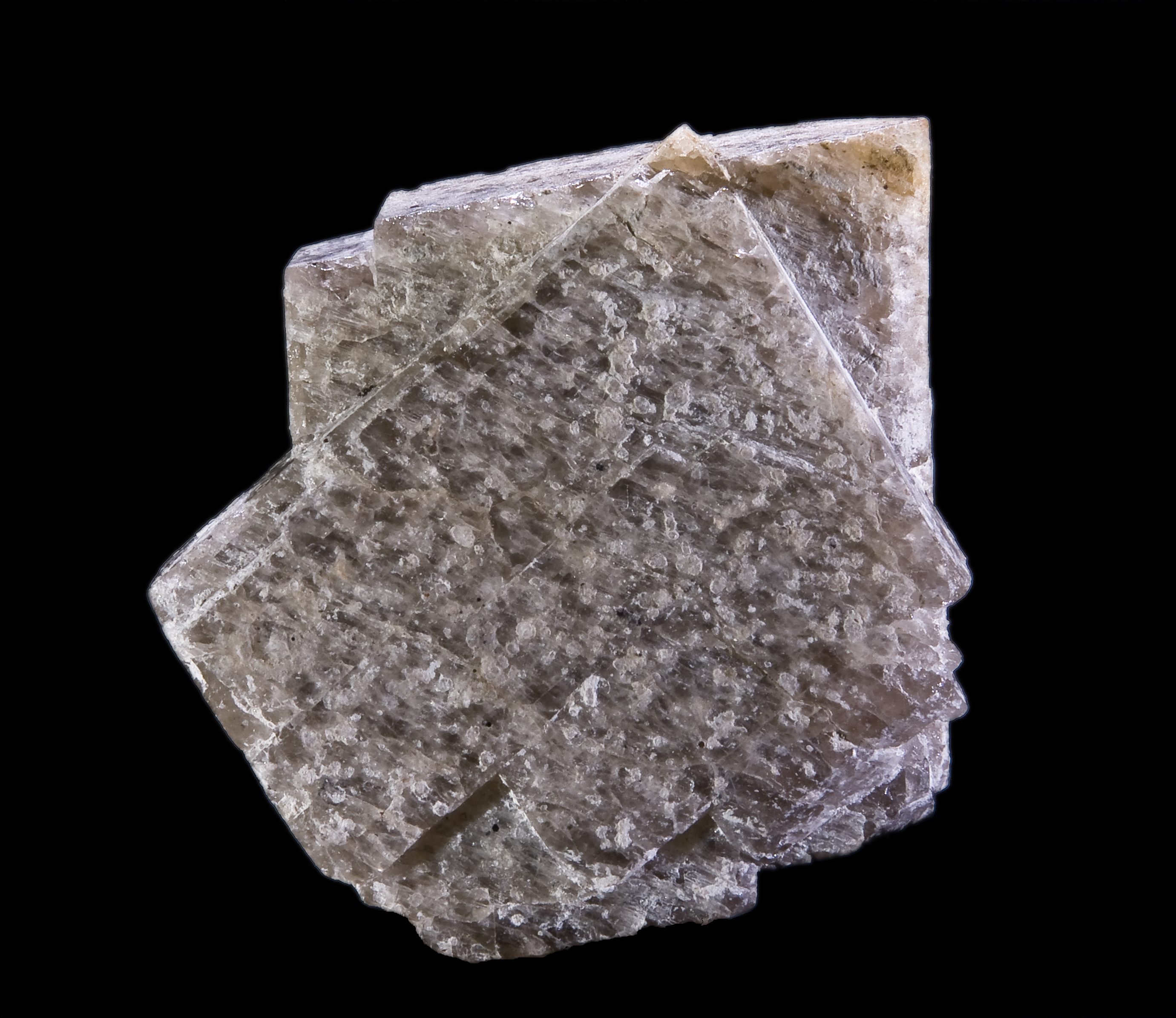
Sanidinzwilling vom Puy de Sancy im französischen Zentralmassiv (Größe: 5 × 4,5 cm)

Sanidin ist ein typisches gesteinsbildendes Mineral und bildet sich in sauren Vulkangesteinen. Außerdem bildet es Pseudomorphosen nach Mikroklin. Als Begleitminerale treten unter anderem Quarz, Plagioklas, Muskovit, Biotit, Hornblende und Magnetit auf.
Weltweit gelten bisher (Stand: 2012) rund 480 Fundorte als bekannt. Neben seiner Typlokalität Drachenfels konnte das Mineral noch an weiteren Stellen im Siebengebirge gefunden werden wie unter anderem am Finkenberg bei Bonn, am Ölberg, bei Perlenhardt und am Weilberg nahe Königswinter sowie bei Hohenburg und am Dächelsberg in Wachtberg. Des Weiteren trat Sanidin unter anderem noch an mehreren Orten in Baden-Württemberg (Hinterhauenstein, Katzenbuckel, Oberbergen), Bayern (Fichtelgebirge), an vielen Stellen in der Eifel (Andernach, Daun, Ettringen, Hillesheim, Mendig, Niederzissen) in Rheinland-Pfalz, an einigen Stellen im sächsischen Erzgebirge und bei Gera in Thüringen auf.
In Österreich fand sich Sanidin unter anderem am Pauliberg nahe Kobersdorf im Burgenland, bei Gossendorf, Klöch und am Stradner Kogel sowie am Katereck nahe Bad Ischl in der Steiermark.
In der Schweiz konnte Sanidin bisher nur bei Oberbargen (Schaffhausen) und am Monte San Giorgio (Tessin) gefunden werden.
Weitere Fundorte liegen unter anderem in Algerien, Angola, der Antarktis, Argentinien, Armenien, Aserbaidschan, Äthiopien, Australien, Bolivien, Brasilien, Bulgarien, China, El Salvador, Eritrea, Estland, Frankreich und auf der zu Frankreich gehörenden Karibikinsel Martinique, Griechenland, Guinea, Honduras, Indien, Italien, Japan, Kanada, Kenia, Korea, Lesotho, Madagaskar, Mexiko, Mongolei, Myanmar, Namibia, Neuseeland, Nicaragua, Paraguay, Polen, Portugal, Rumänien, Russland, Schweden, der Slowakei, Spanien, Sri Lanka, Südafrika, Taiwan, Tansania, Tschechien, Türkei, Ungarn, im Vereinigten Königreich (Großbritannien) und den Vereinigten Staaten von Amerika (USA).

## Kristallstruktur
Sanidin kristallisiert monoklin in der Raumgruppe C2/m (Raumgruppen-Nr. 12) mit den Gitterparametern a = 8,6 Å; b = 13,03 Å; c = 7,18 Å und β = 116,0° sowie 4 Formeleinheiten pro Elementarzelle.

## Verwendung

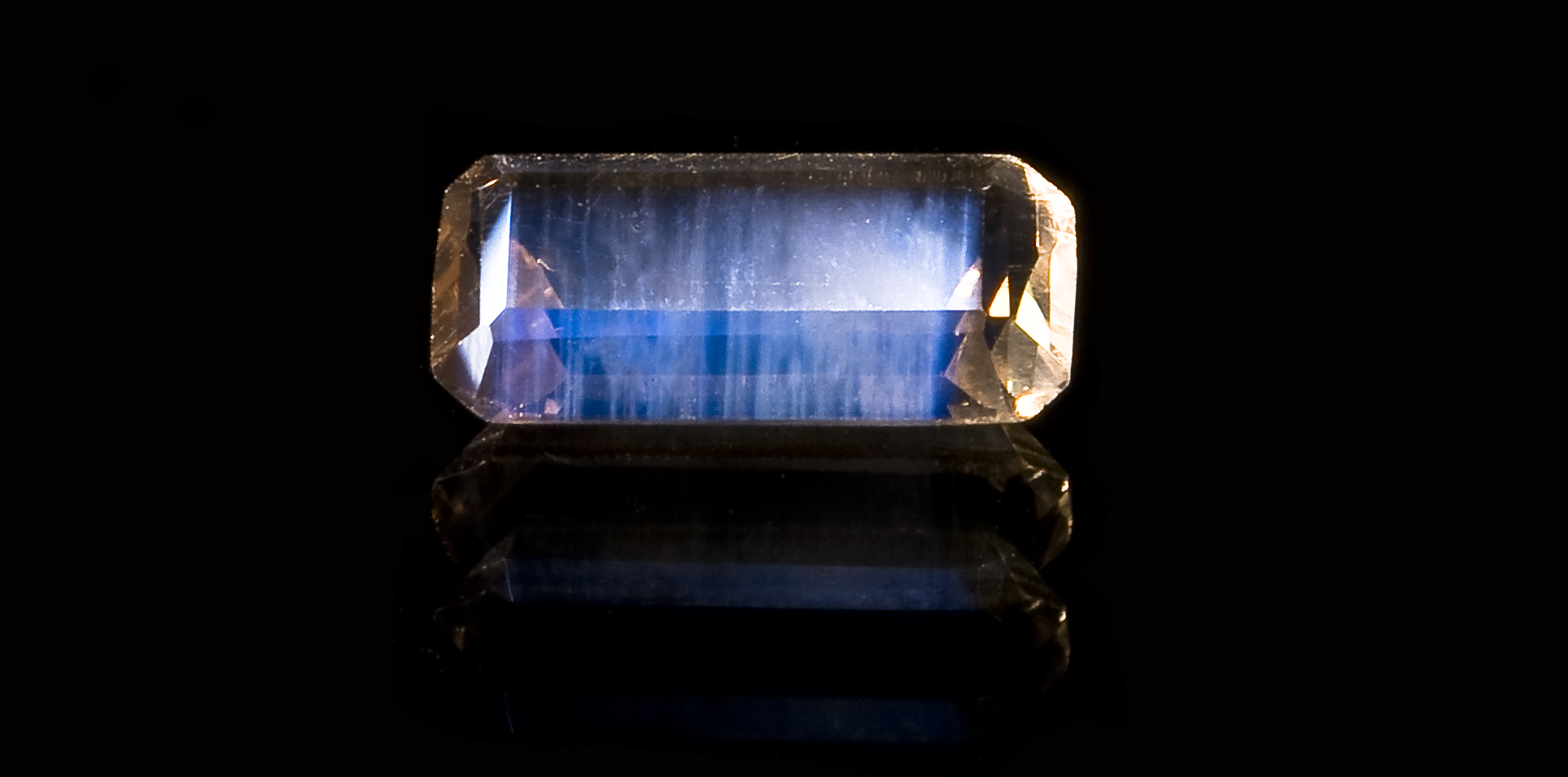
Bläuliche Sanidinvarietät im Facettenschliff

Sanidin hat im Allgemeinen keine wirtschaftliche Bedeutung. Er wird jedoch bei guter Qualität gelegentlich von einigen versierten Sammlern zu Schmucksteinen verschliffen.